# محمد هادی
محمد هادی یا آقا-محمد حاجی عبدالسلیم اوغلو عبدالسلیم زاده - (به ترکی آذربایجانی: Məhəmməd Əbdülsəlimzadə Hadi Şirvani؛ 1879، شماخی - 1920، گنجه) شاعر رمانتیک آذربایجانی بود.

## زندگی‌نامه
محمد هادی، بنیانگذار رمانتیک گرایی مترقی در ادبیات آذربایجان، در سال ۱۸۷۹، در شماخی، در یک خانواده بازرگان به دنیا آمد. وی تحصیلات ابتدایی خود را در مسجدی، نزد ملا فرا گرفت. بعداً او در مدرسه پدر عباس صحت ملا علی عباس تحصیل کرد. هبرادی در سنین پایین پدر خود را از دست داد و خود به تحصیلات خود ادامه داد و زبان‌های عربی و فارسی را بسیار عالی فرا گرفت. زمین لرزه ای در سال ۱۹۰۲، خانه هادی را در شماخی تخریب کرد. هادی در جستجوی سرپناه و کار بود، به کردامیر رفت و برای مدتی در آنجا تدریس کرد. در سال ۱۹۰۶، با اصرار معلم و خویشاوندش مصطفی لطفی، او را به آستراخان منتقل کرد. اما مدت زیادی در آنجا نماند و به باکو بازگشت و در تحریریه مجلات «فیوضات» و «ارشاد» و روزنامه‌های «زندگی جدید» و «ترقی» کار کرد.
در سال ۱۹۱۰، هادی به ترکیه رفت و در آنجا به عنوان مترجم زبانهای شرقی در تحریریه روزنامه «طنین» کار کرد. در اینجا او برخلاف دستورهای اسلامی، به ویژه علیه ظلم به زنان فعال بود. او به همین دلیل به سالونیک تبعید شد. پس از مدتی به استانبول و سپس به باکو تبعید شد. تبعید سلامتی هادی را به لرزه درآورد، اما او به کار خود در روزنامه «اقبال» و انتشار اشعار خود ادامه داد.
پس از آغاز جنگ جهانی اول، محمد هادی در قشون روسیه تزاری به جبهه رفت و تا پایان جنگ در لهستان و گالیسیا بود. پس از انقلاب روسیه در ۱۹۱۷–۱۹۱۸، هادی به آذربایجان بازگشت و در آنجا در ماه مه سال ۱۹۲۰ در گنجه درگذشت.

## فعالیت‌ها
پس از زلزله در شماخی در سال ۱۹۰۲، محمد هادی به منطقه کردامیر نقل مکان کرد. برای تأمین هزینه زندگی خود سعی کرد دو بار مغازه ای باز کند اما به دلیل نداشتن تجربه کافی در این زمینه ورشکست شد. اندکی بعد هادی تصمیم گرفت با کمک مالی برخی از روشنفکران مدرسه ای را با آقا افندی باز کند. محمد هادی به دلیل اطلاعاتی که داشت به عنوان نماینده معلمان کردامیر انتخاب و به منظور شرکت در کنگره معلمان ماورا قفقاز در سال ۱۲۰۴ به تفلیس اعزام شد.
بین سالهای ۱۹۰۲ و ۱۹۰۶، وضعیت مالی محمدهادی بهتر شد و وی برای آشنایی با دنیای خارج مجله‌های معروف آن زمان همچون صباح از استانبول و «هیئت» از باکو و «ترجمان» از باغجه سرای را مطالعه می‌کرد.
محمد هادی کار خود را به عنوان شاعر در سال ۱۹۰۵ با نوشتن چندین شعر در روزنامه‌ها آغاز کرد و توانست در میان خوانندگان محلی این موضوع را بشناسد. به دلیل موفقیت، یکی از دوستان نزدیک وی، مصطفی لطفی (ناشر روزنامه "برهانی-ترقی" در آستاراخان) وی را برای کار در روزنامه خود فراخواند. با در نظر گرفتن درخواست دوستش، در سال ۱۹۰۵، هادی به آستاراخان رفت و در آنجا شروع به کار کرد. در آن زمان، محمد هادی همچنین در مجلات"هیئت"،"فیوضات" و "برهانی-ترقی" مقالات آموزنده و شعرهایی می‌نوشت که هدف آن جلب توجه مردم عادی به اهمیت علم بود. هادی در سال ۱۹۰۶ به درخواست علی بی حسین‌زاده به باکو آمد و در مجله "فیوضات" کار کرد. پس از بسته شدن "فیوضات"، وی در روزنامه‌های "تازه حیات" و "اتفاق" کار می‌کرد.
در طی سالهای ۱۹۰۷–۱۹۰۸، محمد هادی یکی از چهره‌های مهم شعر آذربایجان محسوب می‌شد زیرا نوشته‌های وی مستقیماً یا غیرمستقیم مفهوم آزادی را در خود داشت و بر آن تأکید می‌کرد. «نغمه احرانه»، «دوشیزه حریت»، «ادوار تجدد». «اعصار انقلاب» از نمونه‌های بارز شعرهای وی در مورد آزادی هستند.
در سال ۱۹۱۰، هادی به استانبول رفت و در روزنامه «طنین» که قبلاً توسط توفیق فکرت و حسین جاوید منتشر می‌شد کار کرد. به دلیل تسلط به زبانهای شرقی، وی به عنوان مترجم کار می‌کرد. چندین شعر و مقاله وی از زبانهای مختلف ترجمه شده در این روزنامه منتشر شده‌است. در آن زمان، شعرهای او نه تنها در ترکیه بلکه در خاورمیانه نیز مشهور بود. علاوه بر این، شعر «فنون و معارف» وی به فارسی ترجمه و در هند منتشر شد.
در سال ۱۹۱۱–۱۹۱۲، همراه با «طنین»، شعرها، مقالات، ترجمه‌های محمد هادی در مجلات مختلف مانند «روباب»، «شهبال»، «مکتب» و «شاهراهی صباح» منتشر شد. در اینجا او چندین شعر به شاعر انقلابی ترکیه، توفیق فکرت اختصاص داد.
در سال ۱۹۱۳، دولت عثمانی هادی را به دلیل مخالفت با عقایدش دستگیر و به سالونیک تبعید کرد. با این وجود، محمد هادی در سال ۱۹۱۴ توانست به باکو بازگردد. در آن سال، هادی کار خود را در تحریریه روزنامه «اقبال» آغاز کرد. وی در آن سال بیش از ۲۰ رباعیات از عمر خیام به ترکی آذربایجانی منتشر کرد.
هادی همراه با روزنامه اقبال از ۱۲ آوریل ۱۹۱۴ مقالات خود را در روزنامه «بصیرت» منتشر می‌کند.
در سال ۱۹۱۵، وی به جبهه اتریش همراه با قشون روس تزاری بخش مسلمانان اعزام شد و به عنوان امام سربازان مسلمان خدمت کرد. پس از بازگشت از جنگ، محمد هادی در گنجه اقامت گزید و سپس در سال ۱۹۱۸ به باکو آمد.
شعرهای وی بین سالهای ۱۹۱۸ و ۱۹۱۹ در چهار کتاب جمع‌آوری و منتشر شده‌است. «الواح انتباه» از مهم‌ترین اشعار وی به حساب می‌آمد.